# Gregor Puškáš
Gregor Puškáš, též Gregor Puskás (* 24. února 1934), byl československý politik Komunistické strany Slovenska ze Slovenska maďarské národnosti a poslanec Sněmovny národů Federálního shromáždění za normalizace.

## Biografie
K roku 1971 a 1976 se uvádí jako vedoucí opravářské čety. V letech 1976-1981 se zmiňuje coby účastník zasedání Ústředního výboru Komunistické strany Slovenska.
Ve volbách roku 1971 zasedl do slovenské části Sněmovny národů (volební obvod č. 149 - Trebišov, Východoslovenský kraj). Mandát obhájil ve volbách roku 1976 (obvod Kráľovský Chlmec). Ve FS setrval do konce funkčního období, tedy do voleb roku 1981.